# 克羅斯卡特角
克羅斯卡特角（英語：Crosscut Point），是南極洲的海岬，位於南桑威奇群島，處於溫德凱申島北端，在1930年由英國研究隊繪入地圖，由英國海外領土管轄。